# Archaeobuthus estephani
Archaeobuthus estephani (лат.) — ископаемый вид скорпионов из семейства Archaeobuthidae, живший в меловом периоде около 125 млн лет назад. Единственный вид монотипического рода Archaeobuthus. Обнаружен в ливанском янтаре около селения Hasroun, на севере Ливана (Юго-Западная Азия). Древнейший представитель отряда скорпионов.

## Описание
Размер молодой особи, по которой сделано описание, около 6 мм. Основная окраска желтовато-серая. Длина головогруди 0,86 мм, ширина 0,68—0,98 мм. Вид был впервые описан в 2001 году французским палеонтологом Уилсоном Лоренсо (Wilson R. Lourenço; Laboratoire de zoologie (Arthropodes), Muséum national d’histoire naturelle, Париж, Франция). Видовой эпитет A. estephani дан в честь Антуана Эстефана (Mr. Antoun Estephan), в чьей коллекции представлен типовой экземпляр нового вида. Новое семейство Archaeobuthidae близко к семействам Buthidae и Microcharmidae, но отличается мелкими округлыми дыхальцами, скульптурой зубцов, трихоботриальными особенностями.